# Albi di Dylan Dog (1987)
Albi del fumetto Dylan Dog pubblicati nel 1987.
| Nr. | Titolo                    | Mese di pubblicazione | Soggetto       | Sceneggiatura       | Disegni                               | Copertina     |
| --- | ------------------------- | --------------------- | -------------- | ------------------- | ------------------------------------- | ------------- |
| 4   | Il fantasma di Anna Never | gennaio               | Tiziano Sclavi | Tiziano Sclavi      | Corrado Roi                           | Claudio Villa |
| 5   | Gli Uccisori              | febbraio              | Tiziano Sclavi | Tiziano Sclavi      | Luca Dell'Uomo                        | Claudio Villa |
| 6   | La bellezza del Demonio   | marzo                 | Tiziano Sclavi | Tiziano Sclavi      | Gustavo Trigo                         | Claudio Villa |
| 7   | La Zona del Crepuscolo    | aprile                | Tiziano Sclavi | Tiziano Sclavi      | Giuseppe Montanari & Ernesto Grassani | Claudio Villa |
| 8   | Il ritorno del mostro     | maggio                | Tiziano Sclavi | Tiziano Sclavi      | Luigi Piccatto                        | Claudio Villa |
| 9   | Alfa e Omega              | giugno                | Tiziano Sclavi | Tiziano Sclavi      | Corrado Roi                           | Claudio Villa |
| 10  | Attraverso lo specchio    | luglio                | Tiziano Sclavi | Tiziano Sclavi      | Giampiero Casertano                   | Claudio Villa |
| 11  | Diabolo il grande         | agosto                | Tiziano Sclavi | Tiziano Sclavi      | Luca Dell'Uomo                        | Claudio Villa |
| 12  | Killer!                   | settembre             | Tiziano Sclavi | Tiziano Sclavi      | Giuseppe Montanari & Ernesto Grassani | Claudio Villa |
| 13  | Vivono tra noi            | ottobre               | Tiziano Sclavi | Giuseppe Ferrandino | Gustavo Trigo                         | Claudio Villa |
| 14  | Fra la vita e la morte    | novembre              | Tiziano Sclavi | Luigi Mignacco      | Luigi Piccatto                        | Claudio Villa |
| 15  | Canale 666                | dicembre              | Tiziano Sclavi | Tiziano Sclavi      | Carlo Ambrosini                       | Claudio Villa |

## Il fantasma di Anna Never
Nel novembre 1986, Guy Rogers è un attore mentalmente instabile per l'abuso di alcol e l'eccessiva solitudine. Una notte Guy richiede d'urgenza l'aiuto di Dylan Dog, dopo essergli apparso il fantasma di una ragazza dall'espressione triste, che poi viene mutilata e decapitata da un'ascia.

## Gli Uccisori
Un'eccezionale ondata di omicidi sta terrorizzando la città di Londra. Persone comuni impazziscono trasformandosi in feroci ed efferati assassini. L'ispettore Bloch ritiene che la causa di tutto ciò sia semplicemente la forte calura estiva, mentre Dylan Dog, assunto dal bizzarro professore Lord H.G. Wells per scoprire la vera causa, è di diverso parere.
- La storia è ispirata al film di George A. Romero La città verrà distrutta all'alba[3].
- Il nome di H.G. Wells è un riferimento all'omonimo scrittore pioniere della fantascienza, anche se il personaggio ha le fattezze dell'attore David Niven.
- Nella storia vi è un cameo, sotto forma di disegno, del cineasta horror Dario Argento, uno dei passanti visti da Dylan Dog come potenziali assassini[4].
- A questo albo in particolare è ispirato il videogioco Dylan Dog: Gli uccisori, a cui era allegato un minialbo che costituisce il seguito di questo episodio, Il ritorno degli uccisori.
- La storia Diario degli Uccisori, apparsa sul Color Fest n. 18, è un remake di quell'episodio. Inoltre presenta anche un finale che ha luogo dopo la fine della storia originale.

## La bellezza del Demonio
1945: Clarence Oddbody ha intenzione di far uccidere sua moglie, Mala Behemoth, da un killer professionista, Larry Varedo. Una volta che l'assassino porta a termine il suo compito, lo stesso Oddbody lo fa arrestare, con conseguente condanna a morte per impiccagione.
A distanza di mezzo secolo, Varedo, l'assassino ucciso, torna a Londra e si reca da Dylan Dog e gli affida l'incarico di ritrovare due persone, Oddbody, per vendicarsi del torto subito, e Mala, di cui si era innamorato.
- Il nome di Clarence Oddbody è un riferimento all'angelo del film La vita è meravigliosa, di Frank Capra.

## La Zona del Crepuscolo
Inverary, un tranquillo paesino della campagna londinese, si ritrova misteriosamente immerso nella "Zona del Crepuscolo", una dimensione tra la vita e la morte in cui tutti i giorni sono letteralmente uno uguale all'altro. Dylan Dog e Groucho si recano in questo paesino in risposta alla chiamata di Mabel Carpenter e verranno a conoscenza del segreto dietro la vita sempre uguale di Inverary.
- Primo albo ambientato a Inverary, seguito dal numero 57 Ritorno al Crepuscolo e dal numero 238 Gli eredi del Crepuscolo.
- La scena iniziale di Mabel che scappa vedendo il bibliotecario con un pezzo di faccia strappata è ispirata a una scena analoga del romanzo In una piccola città di Frank Belknap Long. Tra l'altro, il bibliotecario si chiama Belknap, e la sua collega Long.
- Sempre nella scena iniziale, Mabel in biblioteca sta conducendo una ricerca sui Duchi di Argyll, che è una famiglia nobile realmente esistente in Scozia, e che abita il castello di Inveraray, nome simile a Inverary.

## Il ritorno del mostro
Nel 1971 la facoltosa famiglia Steele venne trucidata risparmiando solo la figlia Leonora, di sedici anni. L'assassino era il garzone dello stalliere, un ragazzo ritardato di nome Damien. Oggi, Leonora ha ereditato il patrimonio di famiglia ma è diventata cieca. Eppure ha uno strano presentimento: ha paura che Damien ritorni per compiere la sua vendetta. Dylan Dog viene assunto per indagare.

## Alfa e Omega
Due fidanzati, Amy e Daniel, si accorgono della caduta sulla Terra di uno strano oggetto spaziale, storia che la ragazza racconterà a Dylan Dog, chiedendogli di indagare. Quello che non sanno è che sull'oggetto spaziale c'era una creatura che può assumere qualsiasi forma e che ora ha preso le sembianze di Daniel, intenzionata in tutti i modi ad avere un figlio da Amy.
- Lo speciale di Dylan Dog e Martin Mystère del 1992 intitolato La fine del mondo è una sorta di seguito della storia; infatti si vede Amy con suo figlio Lance, avuto dall'unione di Amy con la strana creatura dello spazio, che dal padre ha ereditato le facoltà paranormali. Inoltre si rivela in quella storia che la creatura altro non è che uno scimpanzé.

## Attraverso lo specchio
Rowena, vecchia fiamma di Dylan Dog, ha dato una festa in maschera. Ma alla festa si presenta un invitato speciale, che nei gironi seguenti comincia a seminare morte e distruzione a chi gli è passato vicino. Sì, perché l'invitato speciale è La Morte, con tanto di falce, che vive in uno specchio maledetto.
- La Morte che si presenta a una festa in maschera è una citazione del racconto La maschera della Morte Rossa, di Edgar Allan Poe; lo stesso nome di Rowena è tratto da un altro fra i più intensi racconti di Poe, Ligeia.
- Andrew P. Delberts, l'uomo che balla con La Morte, ha le fattezze di Tiziano Sclavi.
- Un personaggio della storia è un "assassino professionista, il migliore sulla piazza", che "non ha nome" e che "si fa chiamare dai pochi che sanno della sua esistenza, Jackal, Sciacallo"; tutto questo per citare il protagonista, anch'egli con questo soprannome e con queste caratteristiche, del romanzo Il giorno dello sciacallo, di Frederick Forsyth, e del film omonimo di Fred Zinnemann.
- Nella storia viene espressamente citato il romanzo omonimo di Lewis Carroll Attraverso lo specchio, seguito di Alice nel Paese delle Meraviglie.
- Il volto e gli atteggiamenti della Morte sono, per ammissione del disegnatore Giampiero Casertano, ispirati a quelli del medesimo personaggio interpretato dall'attore Bengt Ekerot nel film Il settimo sigillo, di Ingmar Bergman[5].

## Diabolo il grande
Al termine dello spettacolo di Diabolo, prestigiatore e illusionista, una donna viene trovata misteriosamente uccisa. Il caso vuole che la donna fosse allo spettacolo insieme a Dylan Dog, che comincia ad indagare.
- In una vignetta di quest'albo la faccia di Diabolo è molto simile a quella di Jack Nicholson nel ruolo di Jack Torrance nel film Shining, di Stanley Kubrick.

## Killer!
A Londra, venerdì 6 giugno 1986, un individuo sconosciuto e gigantesco con una misteriosa pistola sta sterminando l'intera famiglia Hund («cane» in tedesco) per compiere un'antica profezia. Per fermarlo, il rabbino ebraico Allen chiede l'aiuto di Dylan, che scoprirà di essere il predestinato indicato nella scrittura.
- Il killer è ispirato ad Arnold Schwarzenegger nel film Terminator di James Cameron, e ne ha le fattezze.

## Vivono tra noi
Mescolati tra la gente comune, esistono degli esseri che le uccidono per nutrirsi del loro sangue, rendendo le loro vittime esattamente come loro. Dylan dovrà indagare e fermarli.

## Fra la vita e la morte
Durante un banale intervento chirurgico muore il padre di Jill Brady, che non si convince della semplice fatalità. C'è qualcosa di misterioso nel General Hospital di Londra e Dylan Dog si convince che sotto le numerose morti degli ultimi tempi ci sia la mano del dottor Hicks.

## Canale 666
A Londra nel 1987, all'inizio di un telegionale, il noto giornalista Howard Beale inaspettatamente esordisce parlando della mancanza di senso delle notizie quotidiane, infine estrae una pistola e si suicida in diretta sparandosi in bocca. Intanto una giovane attrice cerca di ingaggiare Dylan Dog senza riuscirci, e anch'essa tenta il suicidio. Il regista televisivo del telegiornale, che aveva assistito al suicidio del giornalista, si suicida. Dietro la catena di suicidi, che prosegue per tutto il resto dell'albo, vi è una trasmissione televisiva in onda sul misterioso canale 666. I suicidi vengono indotti tramite messaggi subliminali inseriti nelle trasmissioni, al fine di testare una tecnologia di emissione che operi il lavaggio del cervello non più a pochi sfortunati ma al mondo intero.
- L'albo è ispirato al film Videodrome di David Cronenberg.
- Il telegiornalista Howard Beale ha il nome e gli atteggiamenti del protagonista del film Quinto potere, di Sidney Lumet, e ha le fattezze del suo interprete Peter Finch. Inoltre il suicidio in diretta televisiva con pistola in bocca è ispirato a quello del politico statunitense Budd Dwyer, avvenuto a gennaio dello stesso 1987.
- Il numero del canale, 666, è il demoniaco biblico "Numero della Bestia".
- Durante l'incubo nel "Paradiso della TV" di Tess si vedono vari volti noti della televisione in sottofondo. Tra di essi ci sono anche Mike Bongiorno, Henry Winkler e Telly Savalas.